# Vinter ved Sognefjorden
Vinter ved Sognefjorden (Nederlands: Winter bij de Sognefjord) is een schilderij van de Noorse schilder Johan Christian Dahl uit 1827.

## Geschiedenis
Dahl had zich na een reis door Italië in Dresden gevestigd, waar hij Noorse landschappen schilderde. In 1826 bezocht bij Noorwegen en reisde hij via Oslo (toen Christiania genoemd) via Telemark en de Hardangervidda naar de Noorse fjorden. Zijn latere landschappen zijn gebaseerd op deze reis.

## Beschrijving
Het schilderij toont een uitzicht over het Sognefjord in de winter. Vanuit Nornes kijkt men naar Fimreite aan de andere kant van de fjord.
De compositie is gebaseerd op een tekening die Dahl ter plaatse had gemaakt. Deze dramatiseerde hij, waarbij hij onder andere de bergen steiler maakte. De menhir geeft de locatie aan waar koning Sverre van Noorwegen koning Magnus V van Noorwegen versloeg in de Slag bij Fimreite (1184), verwijzend naar een periode van Noorse onafhankelijkheid en het heldhaftige Noorse verleden. Het is de eerste in een serie van menhirschilderijen door Dahl. Hij volgde hiermee zijn vriend Caspar David Friedrich die sinds 1807 menhirs in schilderijen verwerkte als teken van Noors nationalisme.

## Tentoonstelling
Het schilderij maakt deel uit van de collectie van het Nationaal Museum voor Kunst, Architectuur en Design in Oslo.

## Galerij

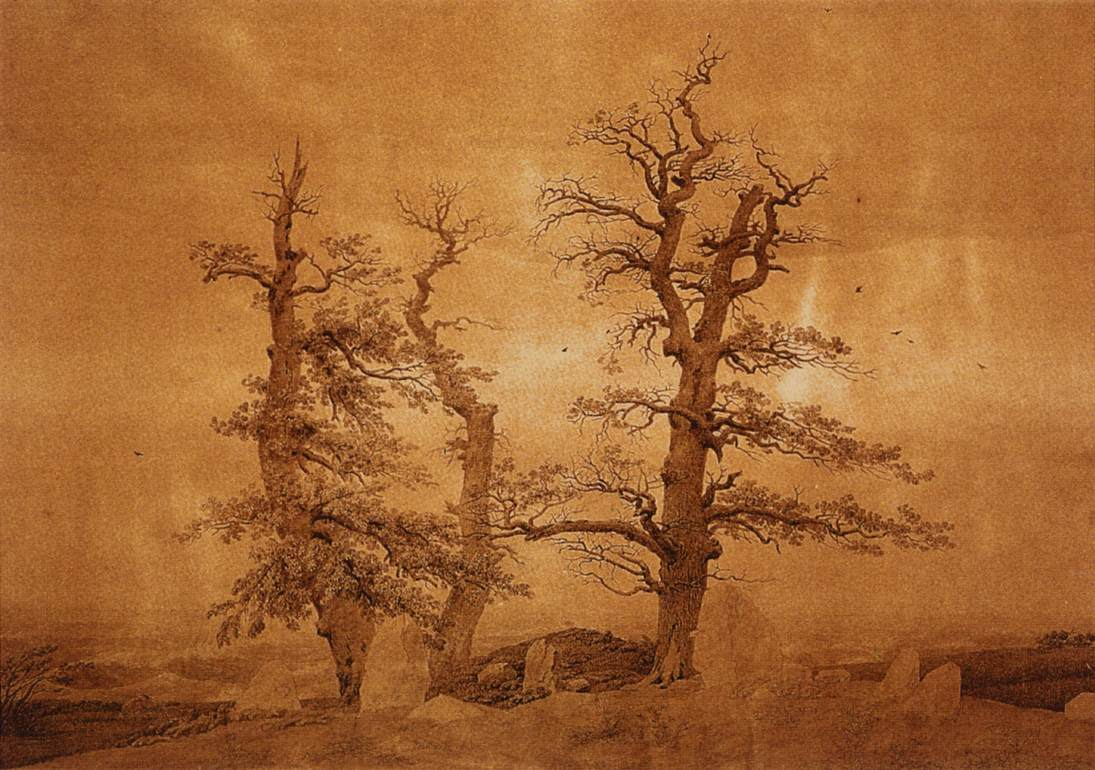
Reuzengraf aan zee, Caspar David Friedrich, 1807